# Nati nel 1969/Ottobre
| Questa pagina contiene informazioni ricavate automaticamente dalle voci biografiche con l'ausilio del template Bio e di un bot. L'aggiornamento è periodico e automatico e ricostruisce completamente la pagina. Se manca una persona in questa lista, sei pregato di non aggiungerla, ma accertati piuttosto che la sua voce biografica contenga il template Bio e che i dati anagrafici siano correttamente compilati. Se il template Bio manca, inseriscilo tu stesso o, in alternativa, metti l'avviso {{tmp\|Bio}} che ne segnala la mancanza. Se i dati riportati sono sbagliati, correggi direttamente la voce biografica; le modifiche saranno visibili in questa lista entro pochi giorni. Per chiarimenti vedi il progetto biografie. La lista contiene solo le 339 persone che sono citate nell'enciclopedia e per le quali è stato implementato correttamente il template Bio. Pagina aggiornata al 10 ago 2025. |

- 1º ottobre - Giovanni Bosi, allenatore di calcio e ex calciatore italiano
- 1º ottobre - Roberto Dani, batterista e compositore italiano
- 1º ottobre - Charles Edwards, attore britannico
- 1º ottobre - Zach Galifianakis, comico, attore e conduttore televisivo statunitense
- 1º ottobre - Giordano Gambogi, cantante, musicista e compositore italiano
- 1º ottobre - Nicola di Grecia, principe greco
- 1º ottobre - Heather Hunter, ex attrice pornografica, artista e musicista statunitense
- 1º ottobre - Aleksej Kiselëv, ex giocatore di calcio a 5 russo
- 1º ottobre - Volodymyr Kulyk, ex calciatore e allenatore di calcio ucraino
- 1º ottobre - Jennifer Milmore, attrice statunitense
- 1º ottobre - Jimmy Panetta, politico statunitense
- 1º ottobre - Stacie Passon, regista, sceneggiatrice e produttrice televisiva statunitense
- 1º ottobre - Simone Stelzer, cantante austriaca
- 1º ottobre - Marcus Stephen, politico e ex sollevatore nauruano
- 2 ottobre - Andrej Belofastov, pallanuotista sovietico
- 2 ottobre - Svetlana Căpățînă, politica moldava († 2022)
- 2 ottobre - Joe Falzon, ex calciatore maltese
- 2 ottobre - Badly Drawn Boy, cantautore e musicista inglese
- 2 ottobre - Dejan Govedarica, ex calciatore serbo
- 2 ottobre - Natasha Little, attrice britannica
- 2 ottobre - Paperboy, rapper statunitense
- 2 ottobre - Marcus Robertson, ex giocatore di football americano e allenatore di football americano statunitense
- 2 ottobre - Yuka Tokumitsu, doppiatrice giapponese
- 2 ottobre - Rod Wallace, ex calciatore inglese
- 3 ottobre - Vincent Cuvellier, scrittore francese
- 3 ottobre - Koffi Fiawoo, ex calciatore togolese
- 3 ottobre - Trine Skei Grande, politica norvegese
- 3 ottobre - Vicki Hall, ex cestista e allenatrice di pallacanestro statunitense
- 3 ottobre - Garry Herbert, ex canottiere britannico
- 3 ottobre - Liu Daqing, ex cestista cinese
- 3 ottobre - Janel Moloney, attrice statunitense
- 3 ottobre - Tetsuya Ogawa, bassista giapponese
- 3 ottobre - Max Papis, pilota automobilistico italiano
- 3 ottobre - Luca Ribuoli, regista italiano
- 3 ottobre - Gwen Stefani, cantautrice, personaggio televisivo e stilista statunitense
- 3 ottobre - Carl Thomas, ex cestista e allenatore di pallacanestro statunitense
- 3 ottobre - Charles Thomas, ex cestista e allenatore di pallacanestro statunitense
- 3 ottobre - Jennifer Todd, produttrice cinematografica statunitense
- 3 ottobre - Alessandro Zampedri, pilota automobilistico italiano
- 4 ottobre - Alex Bapela, allenatore di calcio e ex calciatore sudafricano
- 4 ottobre - Abraham Benrubi, attore statunitense
- 4 ottobre - Gil Cates Jr., attore e regista statunitense
- 4 ottobre - Sonja Henning, ex cestista statunitense
- 4 ottobre - Thomas Søndergård, direttore d'orchestra danese
- 5 ottobre - Giovanni Capalbo, attore italiano
- 5 ottobre - Flegias, batterista e cantautore italiano
- 5 ottobre - Eugene Jarecki, regista, sceneggiatore e produttore cinematografico statunitense
- 5 ottobre - Viktor Leonenko, ex calciatore russo
- 5 ottobre - Giorgio Lupano, attore italiano
- 5 ottobre - Paoletta, disc jockey e conduttrice radiofonica italiana
- 5 ottobre - Gabriel Vidal, ex calciatore spagnolo
- 5 ottobre - Yu Jeong-ae, ex cestista sudcoreana
- 6 ottobre - Byron Black, ex tennista zimbabwese
- 6 ottobre - Mattias Eklundh, chitarrista e cantante svedese
- 6 ottobre - Francesco Giuliano, mafioso italiano
- 6 ottobre - Hyun Jung-hwa, ex tennistavolista sudcoreana
- 6 ottobre - Muhammad V di Kelantan, sovrano malese
- 6 ottobre - Peter Sippel, ex arbitro di calcio tedesco
- 6 ottobre - Ogün Temizkanoğlu, allenatore di calcio e ex calciatore turco
- 6 ottobre - Christian Tröger, ex nuotatore tedesco
- 7 ottobre - Laura Bignami, politica italiana
- 7 ottobre - Francesco Buzzurro, chitarrista italiano
- 7 ottobre - Benny Chan, regista, sceneggiatore e produttore cinematografico cinese († 2020)
- 7 ottobre - Alessandro De Poli, allenatore di calcio e ex calciatore italiano
- 7 ottobre - Milayda Enríquez, ex cestista cubana
- 7 ottobre - Malia Hosaka, wrestler statunitense
- 7 ottobre - Nozomu Katō, allenatore di calcio e ex calciatore giapponese
- 7 ottobre - Marco Lokar, ex cestista italiano
- 7 ottobre - Bob Martin, ex cestista statunitense
- 7 ottobre - Yoshihiro Natsuka, allenatore di calcio e ex calciatore giapponese
- 7 ottobre - Karen Nyberg, ex astronauta e ingegnere statunitense
- 7 ottobre - DJ Qbert, disc jockey e compositore statunitense
- 7 ottobre - Umberto Roberto, storico italiano
- 7 ottobre - Todd Sucherman, batterista statunitense
- 7 ottobre - Maria Whittaker, ex modella britannica
- 8 ottobre - Roberto Amaro, ex cestista cubano
- 8 ottobre - Julia Ann, attrice pornografica e regista statunitense
- 8 ottobre - Jeremy Davies, attore statunitense
- 8 ottobre - Arthur Defensor Jr., politico filippino
- 8 ottobre - Dylan Neal, attore canadese
- 8 ottobre - Peanut Butter Wolf, disc jockey, beatmaker e produttore discografico statunitense
- 8 ottobre - Laurent Viaud, ex calciatore e allenatore di calcio francese
- 9 ottobre - Jun Akiyama, wrestler giapponese
- 9 ottobre - Trond Bjørndal, dirigente sportivo, allenatore di calcio e ex calciatore norvegese
- 9 ottobre - Nicola Campogrande, compositore, direttore artistico e critico musicale italiano
- 9 ottobre - James Dreyfus, attore britannico
- 9 ottobre - Simon Fairweather, arciere australiano
- 9 ottobre - Dariusz Gęsior, ex calciatore polacco
- 9 ottobre - PJ Harvey, cantautrice, compositrice e polistrumentista britannica
- 9 ottobre - Stuart Lancaster, allenatore di rugby a 15 e ex rugbista a 15 britannico
- 9 ottobre - Adriatik Llalla, avvocato albanese
- 9 ottobre - Lorenza Mario, ballerina, showgirl e attrice italiana
- 9 ottobre - Giles Martin, produttore discografico, cantante e polistrumentista britannico
- 9 ottobre - Torsten May, ex pugile tedesco
- 9 ottobre - Steve McQueen, regista, sceneggiatore e produttore cinematografico britannico
- 9 ottobre - Lloyd Riggins, ex ballerino e coreografo statunitense
- 10 ottobre - Gérald Baticle, allenatore di calcio e ex calciatore francese
- 10 ottobre - Manu Bennett, attore neozelandese
- 10 ottobre - Loren Bouchard, animatore, scrittore e produttore televisivo statunitense
- 10 ottobre - Carole Cadwalladr, giornalista britannica
- 10 ottobre - Violetta Caldart, giocatrice di curling italiana
- 10 ottobre - Francis Escudero, politico filippino
- 10 ottobre - Brett Favre, ex giocatore di football americano statunitense
- 10 ottobre - Didier Gomes Da Rosa, allenatore di calcio francese
- 10 ottobre - Stephanie Kelton, economista statunitense
- 10 ottobre - Wendi McLendon-Covey, attrice statunitense
- 10 ottobre - Abdelhafid Metalsi, attore francese
- 10 ottobre - Andrea Navedo, attrice statunitense
- 10 ottobre - Oumou Traoré, ex discobola e pesista maliana
- 10 ottobre - Vasco Vascotto, velista italiano
- 10 ottobre - Robert Watiyakeni, calciatore zambiano († 1993)
- 11 ottobre - Merieme Chadid, astronoma e esploratrice marocchina
- 11 ottobre - Jury Chechi, personaggio televisivo e ex ginnasta italiano
- 11 ottobre - Martin Hašek, allenatore di calcio e ex calciatore ceco
- 11 ottobre - Carsten Johansen, ex calciatore norvegese
- 11 ottobre - Stephen Moyer, attore, regista e produttore cinematografico britannico
- 11 ottobre - Ferenc Orosz, ex calciatore ungherese
- 11 ottobre - Costantino dei Paesi Bassi, principe olandese
- 11 ottobre - Francesco Palermo, costituzionalista e politico italiano
- 11 ottobre - Andrea Pennacchi, attore, drammaturgo e regista teatrale italiano
- 11 ottobre - William Sigei, ex mezzofondista keniota
- 11 ottobre - Tetjana Tereščuk-Antipova, ex ostacolista ucraina
- 11 ottobre - Alexander Vargas, ex cestista e politico venezuelano
- 11 ottobre - Damian Wilson, cantante, chitarrista e tastierista britannico
- 11 ottobre - Marcelo dos Santos Cipriano, ex calciatore brasiliano
- 12 ottobre - Dave Audé, produttore discografico statunitense
- 12 ottobre - Paolo Blora, pilota motociclistico italiano
- 12 ottobre - Kevin Brooks, ex cestista e allenatore di pallacanestro statunitense
- 12 ottobre - James DeMonaco, regista, sceneggiatore e produttore cinematografico statunitense
- 12 ottobre - Martie Maguire, musicista statunitense
- 12 ottobre - Judit Mascó, modella, scrittrice e conduttrice televisiva spagnola
- 12 ottobre - Željko Milinovič, ex calciatore sloveno
- 12 ottobre - Cary Mullen, ex sciatore alpino canadese
- 12 ottobre - Dwayne Roloson, ex hockeista su ghiaccio canadese
- 13 ottobre - Rossella Accoto, politica italiana
- 13 ottobre - Rhett Akins, cantante statunitense
- 13 ottobre - Adrien Beard, doppiatore, regista e sceneggiatore statunitense
- 13 ottobre - Andrej Buškov, ex pattinatore artistico su ghiaccio russo
- 13 ottobre - Paolo Franchi, regista e sceneggiatore italiano
- 13 ottobre - Șerban Ghenea, tecnico del suono rumeno
- 13 ottobre - Nancy Kerrigan, ex pattinatrice artistica su ghiaccio statunitense
- 13 ottobre - Rhonda Mapp, ex cestista e allenatrice di pallacanestro statunitense
- 13 ottobre - Lev Mayorov, calciatore e allenatore di calcio azero († 2020)
- 13 ottobre - Cady McClain, attrice e cantante statunitense
- 13 ottobre - Akemi Noda, allenatrice di calcio e ex calciatrice giapponese
- 13 ottobre - Laura Pepe, storica, latinista e grecista italiana
- 13 ottobre - Aaron Rosenberg, scrittore e autore di giochi statunitense
- 13 ottobre - Omari Tetradze, ex calciatore sovietico
- 14 ottobre - Christophe Agou, fotografo francese († 2015)
- 14 ottobre - Karsten Baumann, allenatore di calcio e ex calciatore tedesco
- 14 ottobre - P.J. Brown, ex cestista statunitense
- 14 ottobre - Tim Burroughs, ex cestista statunitense
- 14 ottobre - Dou Wei, cantante, musicista e compositore cinese
- 14 ottobre - Vikter Duplaix, cantautore, produttore discografico e disc jockey statunitense
- 14 ottobre - Stephen Duval, ex giocatore di calcio a 5 australiano
- 14 ottobre - Walter Little, ex rugbista a 15, allenatore di rugby a 15 e imprenditore neozelandese
- 14 ottobre - Viktor Onopko, allenatore di calcio e ex calciatore russo
- 14 ottobre - Carlos Ruf, ex cestista spagnolo
- 14 ottobre - Martin Spanring, ex calciatore tedesco
- 14 ottobre - David Strickland, attore statunitense († 1999)
- 14 ottobre - Sergio Zárate, procuratore sportivo e ex calciatore argentino
- 14 ottobre - Dmitrij Ždanov, ex ciclista su strada e pistard russo
- 15 ottobre - Vítor Baía, dirigente sportivo e ex calciatore portoghese
- 15 ottobre - Hussin Hassan, ex giocatore di calcio a 5 egiziano
- 15 ottobre - Nora Ikstena, scrittrice lettone
- 15 ottobre - Shelley Kerr, dirigente sportivo, allenatrice di calcio e ex calciatrice scozzese
- 15 ottobre - Simon Kuper, scrittore ugandese
- 15 ottobre - Carlos Leal, attore e rapper svizzero
- 15 ottobre - Liu Jun, ex cestista cinese
- 15 ottobre - Driss Maazouzi, ex mezzofondista marocchino
- 15 ottobre - Darren Patterson, allenatore di calcio e ex calciatore nordirlandese
- 15 ottobre - Christophe Pignol, allenatore di calcio e ex calciatore francese
- 15 ottobre - Andrea Stefani, ex assistente arbitrale di calcio italiano
- 15 ottobre - Dominic West, attore britannico
- 16 ottobre - Giampaolo Allocco, designer italiano
- 16 ottobre - Alafair Burke, scrittrice e magistrato statunitense
- 16 ottobre - Roy Hargrove, trombettista e compositore statunitense († 2018)
- 16 ottobre - Paula Hernández, regista e sceneggiatrice argentina
- 16 ottobre - Michael Larsen, ex calciatore danese
- 16 ottobre - Lee Beom-soo, attore sudcoreano
- 16 ottobre - Christopher Markus e Stephen McFeely, sceneggiatore e produttore cinematografico statunitense
- 16 ottobre - Jay Reynolds, chitarrista e polistrumentista statunitense
- 16 ottobre - Sabrina Simoni, direttrice di coro italiana
- 16 ottobre - Per Ivar Staberg, arbitro di calcio norvegese
- 16 ottobre - Wendy Wilson, cantante e conduttrice televisiva statunitense
- 17 ottobre - Barrie Bates, giocatore di freccette gallese
- 17 ottobre - Fabio Bellini, scacchista italiano
- 17 ottobre - Oberdan Biagioni, allenatore di calcio e ex calciatore italiano
- 17 ottobre - Gianpaolo Bottacin, politico italiano
- 17 ottobre - Joe Courtney, ex cestista statunitense
- 17 ottobre - Cecilia Dazzi, attrice italiana
- 17 ottobre - Kianna Dior, attrice pornografica canadese
- 17 ottobre - Mladen Dodić, allenatore di calcio serbo
- 17 ottobre - Ernie Els, golfista sudafricano
- 17 ottobre - Jesús Ángel García, marciatore spagnolo
- 17 ottobre - Wood Harris, attore statunitense
- 17 ottobre - Thoralf Heimdal, ex fondista norvegese
- 17 ottobre - Wyclef Jean, rapper e chitarrista haitiano
- 17 ottobre - Øyvind Mellemstrand, ex calciatore norvegese
- 17 ottobre - Elina Vettenranta, cantante finlandese
- 18 ottobre - Amal Al Qubaisi, architetto e politica emiratina
- 18 ottobre - Anthony Avent, ex cestista statunitense
- 18 ottobre - Olegário Benquerença, ex arbitro di calcio portoghese
- 18 ottobre - Marco Hofschneider, attore tedesco
- 18 ottobre - Japie Mulder, ex rugbista a 15 e imprenditore sudafricano
- 18 ottobre - Pete Murray, cantautore australiano
- 18 ottobre - Giovanni Luca Nirta, mafioso italiano
- 18 ottobre - Monique Velzeboer, fotografa e ex pattinatrice di short track olandese
- 18 ottobre - Nelson Vivas, allenatore di calcio e ex calciatore argentino
- 19 ottobre - DJ Sammy, disc jockey spagnolo
- 19 ottobre - Pedro Castillo, politico, sindacalista e insegnante peruviano
- 19 ottobre - Caroline Catz, attrice britannica
- 19 ottobre - Roger R. Cross, attore canadese
- 19 ottobre - Cédric Daury, calciatore, allenatore di calcio e dirigente sportivo francese († 2024)
- 19 ottobre - Danny Hesp, ex calciatore olandese
- 19 ottobre - Vanessa Marshall, attrice e doppiatrice statunitense
- 19 ottobre - Trey Parker, regista, sceneggiatore e attore statunitense
- 19 ottobre - Herfried Sabitzer, allenatore di calcio e ex calciatore austriaco
- 19 ottobre - Erwin Sánchez, allenatore di calcio e ex calciatore boliviano
- 19 ottobre - Stefania Savi, ex mezzofondista italiana
- 19 ottobre - Stefan Schwoch, dirigente sportivo e ex calciatore italiano
- 19 ottobre - Dieter Thoma, ex saltatore con gli sci tedesco
- 20 ottobre - Jonathan Hall Kovacs, attore statunitense
- 20 ottobre - Helman Mkhalele, ex calciatore sudafricano
- 20 ottobre - Herman Moore, ex giocatore di football americano statunitense
- 20 ottobre - Lábros Papakóstas, ex altista greco
- 20 ottobre - Guillermo Pérez Roldán, ex tennista argentino
- 20 ottobre - Kim Suominen, calciatore finlandese († 2021)
- 20 ottobre - Chantel Tremitiere, ex cestista e allenatrice di pallacanestro statunitense
- 21 ottobre - Dariusz Adamczuk, ex calciatore polacco
- 21 ottobre - Ugo Barbàra, scrittore e giornalista italiano
- 21 ottobre - Shane Barr, ex tennista australiano
- 21 ottobre - Roberto Breda, allenatore di calcio e ex calciatore italiano
- 21 ottobre - Lucio Cecchinello, dirigente sportivo e ex pilota motociclistico italiano
- 21 ottobre - Marilena Fabbri, politica italiana
- 21 ottobre - Daniel Goethals, ex cestista e allenatore di pallacanestro belga
- 21 ottobre - Jakob Kjeldbjerg, conduttore televisivo e ex calciatore danese
- 21 ottobre - Mo Lewis, ex giocatore di football americano statunitense
- 21 ottobre - Apostolos Mantzios, allenatore di calcio e ex calciatore greco
- 21 ottobre - Thomas Marschler, presbitero e teologo tedesco
- 21 ottobre - David Phelps, cantautore statunitense
- 21 ottobre - Karine Quentrec, ex tennista francese
- 21 ottobre - Guido Streichsbier, allenatore di calcio, dirigente sportivo e ex calciatore tedesco
- 21 ottobre - Imma Vietri, politica italiana
- 21 ottobre - Salman bin Hamad Al Khalifa, politico bahreinita
- 22 ottobre - Paulo António Alves, calciatore angolano († 2021)
- 22 ottobre - Julio Borges, politico e avvocato venezuelano
- 22 ottobre - Stuart Chatwood, musicista canadese
- 22 ottobre - Spike Jonze, regista, sceneggiatore e attore statunitense
- 22 ottobre - Jean-Crispin Kimbeni Ki Kanda, vescovo cattolico della Repubblica Democratica del Congo
- 22 ottobre - Helmut Lotti, cantante e compositore belga
- 22 ottobre - Nolé Marin, imprenditore e editore statunitense
- 22 ottobre - Cesare Pagano, mafioso italiano
- 22 ottobre - Daniele Sau, allenatore di calcio a 5 e ex giocatore di calcio a 5 italiano
- 23 ottobre - Geir Bakke, allenatore di calcio e ex calciatore norvegese
- 23 ottobre - Ricardo Cadena, allenatore di calcio e ex calciatore messicano
- 23 ottobre - Trudi Canavan, scrittrice australiana
- 23 ottobre - Sanjay Gupta, chirurgo statunitense
- 23 ottobre - Jon Huertas, attore statunitense
- 23 ottobre - Marco Limberti, regista e sceneggiatore italiano
- 23 ottobre - Bill O'Brien, allenatore di football americano statunitense
- 23 ottobre - Răzvan Rădulescu, scrittore rumeno
- 23 ottobre - Christian Schwarzer, ex pallamanista e allenatore di pallamano tedesco
- 24 ottobre - Hussein Ammouta, allenatore di calcio e ex calciatore marocchino
- 24 ottobre - Gianluca Beggio, ex pilota automobilistico italiano
- 24 ottobre - María Cruz Díaz, ex marciatrice spagnola
- 24 ottobre - Emma Donoghue, scrittrice, drammaturga e sceneggiatrice irlandese
- 24 ottobre - Jesse Harris, cantante e musicista statunitense
- 24 ottobre - Makiko Kikuta, politica giapponese
- 24 ottobre - Giancarlo Marzano, fumettista e regista televisivo italiano
- 24 ottobre - Giuseppe Matteoni, fumettista e illustratore italiano
- 24 ottobre - Adrián Navarro, attore argentino
- 24 ottobre - Adela Noriega, attrice messicana
- 24 ottobre - Sunao Yoshida, scrittore giapponese († 2004)
- 25 ottobre - Samantha Bee, conduttrice televisiva, comica e attrice canadese
- 25 ottobre - Josef Beránek, ex hockeista su ghiaccio ceco
- 25 ottobre - Nika Futterman, doppiatrice statunitense
- 25 ottobre - İbrahim Həsənbəyov, calciatore azero († 1999)
- 25 ottobre - Ahmad Jarba, politico siriano
- 25 ottobre - Małgorzata Niemczyk, politica e ex pallavolista polacca
- 25 ottobre - Pedro Riesco, ex calciatore spagnolo
- 25 ottobre - Oleg Salenko, ex calciatore sovietico
- 25 ottobre - Björn Thorfinnsson, scacchista e giornalista islandese
- 25 ottobre - Ilham Tohti, economista e attivista cinese
- 25 ottobre - Alex Webster, bassista statunitense
- 26 ottobre - Salvatore Alfieri, allenatore di calcio, dirigente sportivo e ex calciatore italiano
- 26 ottobre - Craig Dowd, ex rugbista a 15 e allenatore di rugby a 15 neozelandese
- 26 ottobre - Ali Reza Farahnakian, attore statunitense
- 26 ottobre - Kirsty Hawkshaw, cantante britannica
- 26 ottobre - Robert Maillet, attore e ex wrestler canadese
- 26 ottobre - Giovanni Nucci, poeta e scrittore italiano
- 26 ottobre - Judge Jules, disc-jockey britannico
- 26 ottobre - Mike Pritchard, ex giocatore di football americano statunitense
- 26 ottobre - Saturnino, bassista, compositore e produttore discografico italiano
- 26 ottobre - Laurie Tamara Simpson, modella portoricana
- 26 ottobre - Leonardo Veronesi, cantautore italiano
- 26 ottobre - Sarina Wiegman, allenatrice di calcio e ex calciatrice olandese
- 27 ottobre - Mauro Bacchin, allenatore di calcio e ex calciatore italiano
- 27 ottobre - John Kasay, ex giocatore di football americano statunitense
- 27 ottobre - Liu Wei, ex tennistavolista cinese
- 27 ottobre - Channon Roe, attore statunitense
- 27 ottobre - Luca Rossi, fumettista italiano
- 27 ottobre - Michael Tarnat, ex calciatore tedesco
- 27 ottobre - Erica Whyman, regista teatrale e direttrice artistica britannica
- 28 ottobre - Abdulrahman Al-Roomi, ex calciatore saudita
- 28 ottobre - Diego Bianchi, conduttore televisivo e blogger italiano
- 28 ottobre - Salvatore Campanella, ex lottatore italiano
- 28 ottobre - Ben Harper, cantante e chitarrista statunitense
- 28 ottobre - Jerrod Mustaf, cestista statunitense († 2024)
- 28 ottobre - José Ángel Vidal, dirigente sportivo e ex ciclista su strada spagnolo
- 29 ottobre - Miroslav Bičanić, ex calciatore croato
- 29 ottobre - Daniele Ceva, comico italiano
- 29 ottobre - Gino De Weirdt, ex ciclista su strada belga
- 29 ottobre - Giōrgos Dōnīs, allenatore di calcio e ex calciatore greco
- 29 ottobre - Fulvio Giuliani, giornalista, conduttore radiofonico e conduttore televisivo italiano
- 29 ottobre - Roni Size, produttore discografico e disc jockey britannico
- 29 ottobre - Jim Messina, politico statunitense
- 29 ottobre - Serenity, ex attrice pornografica statunitense
- 29 ottobre - Giovanni Setti, ex cestista e dirigente sportivo italiano
- 29 ottobre - Heidi Voelker, ex sciatrice alpina statunitense
- 30 ottobre - Sabrina Bertini, ex pallavolista italiana
- 30 ottobre - Gilles Bouvard, ex ciclista su strada francese
- 30 ottobre - Guy Butters, ex calciatore e allenatore di calcio inglese
- 30 ottobre - Stanislav Gross, politico ceco († 2015)
- 30 ottobre - Ilija Gruev, allenatore di calcio e ex calciatore bulgaro
- 30 ottobre - Pasquale Luiso, allenatore di calcio e ex calciatore italiano
- 30 ottobre - Ross Nesdale, ex rugbista a 15 e allenatore di rugby a 15 neozelandese
- 30 ottobre - Snow, musicista e cantante canadese
- 30 ottobre - Pasi Rantanen, cantante finlandese
- 30 ottobre - Robert Roest, ex calciatore e allenatore di calcio olandese
- 30 ottobre - Mauro Sanchini, pilota motociclistico italiano
- 30 ottobre - Vaggelīs Vourtzoumīs, ex cestista greco
- 31 ottobre - Adrian Archibald, pilota motociclistico nordirlandese
- 31 ottobre - Magdolna Csák, ex cestista ungherese
- 31 ottobre - Mitch Harris, chitarrista statunitense
- 31 ottobre - Marilù Mastrogiovanni, giornalista italiana
- 31 ottobre - Pippo Palmieri, conduttore radiofonico e disc jockey italiano
- 31 ottobre - Kim Rossi Stuart, attore e regista italiano
- 31 ottobre - Lee Woodall, ex giocatore di football americano statunitense